# João Simões (arquiteto)
João Simões OC (Santa Isabel, Lisboa, 13 de junho de 1908 – São João Baptista, Beja, 28 de dezembro de 1993) foi um arquiteto português.

## Biografia
João Simões nasceu em Lisboa, na freguesia de Santa Isabel, em 13 de junho de 1908, filho do serralheiro e, mais tarde, industrial Francisco Simões, natural de Loures (freguesia de São Julião do Tojal), e de Rosa Fernandes, doméstica, natural de Lisboa (freguesia do Socorro).
Arquiteto diplomado pela Escola de Belas Artes de Lisboa em 1932, trabalhou no Gabinete de Urbanização Colonial.
A 4 de abril de 1936, casou civilmente em Lisboa com Josefina Justiniano Gaudêncio (Nazaré, Nazaré, c. 1915), filha de Amadeu Gaudêncio, proprietário da Sociedade de Construções Amadeu Gaudêncio, S.A., e de Emília Justiniano, ambos naturais da Nazaré (freguesia de Pederneira). Foram padrinhos de casamento o arquiteto António Reis Camelo e a sua mulher Carolina Coelho dos Reis Camelo. Deste casamento nasceu a futura arquiteta Maria João Gaudêncio Simões George (1948–2005).
Prémio Municipal de Arquitetura de Lisboa, em 1945. Prémio Valmor, em 1949 pelo edifício da Companhia de Seguros Sagres (R. Artilharia 1, n.º 105). 
Em 20 de Maio de 1953 foi feito Oficial da Ordem Militar de Cristo.
Morreu na freguesia de S. João Baptista, em Beja, a 28 de dezembro de 1993.

## Obras
Destacam-se entre os seus projetos arquitetónicos:
- Edifício de habitação, situado na Praça Duque de Saldanha, 31, em Lisboa, Prémio Municipal de Arquitectura de Lisboa de 1945.[5][6]
- Edifício de habitação com o piso térreo ocupado por um estabelecimento comercial, situado na Rua de Artilharia Um, n.º 105, em Lisboa, Prémio Valmor de 1949.[5][7][8]
- Pavilhão da "Secção da Vida Popular" da Exposição do Mundo Português de 1940 (atual Museu de Arte Popular), projecto conjunto com o arquitecto António Reis Camelo.[9]
- Estádio 1.º de Maio (Braga)
- Edifício do antigo Café Avenida (actual Mc Donald’s) na Avenida Central (Braga)
- Edifício ocupado durante décadas pela Ranhada e Teixeira, situado no Largo 1.º de Dezembro, no extremo sul da Avenida da Liberdade (Braga).
- Edifício da Câmara Municipal do Cartaxo, inaugurado em 1982.
- Edifício do Mercado Municipal do Cartaxo, inaugurado em 1947.
- Hotel da Nazaré, inaugurado em 1961.[10]
- Estádio da Luz, inaugurado em 1954.[11][12]
- Armazéns Frigoríficos e da Comissão Reguladora do Comércio do Bacalhau do Porto de Lisboa, (atual Museu do Oriente)[13]
- Estádio Universitário de Lisboa, inaugurado em 1956.[14]
- Igreja de Nossa Senhora Auxiliadora[15]
- Catedral de Bissau.[16]
- Edifício da Caixa Geral de Depósitos da Figueira da Foz
- Enfermaria Mista em Bafatá, Guiné-Bissau[17]